# Chamotte
 (août 2019).
Si vous disposez d'ouvrages ou d'articles de référence ou si vous connaissez des sites web de qualité traitant du thème abordé ici, merci de compléter l'article en donnant les références utiles à sa vérifiabilité et en les liant à la section « Notes et références ».

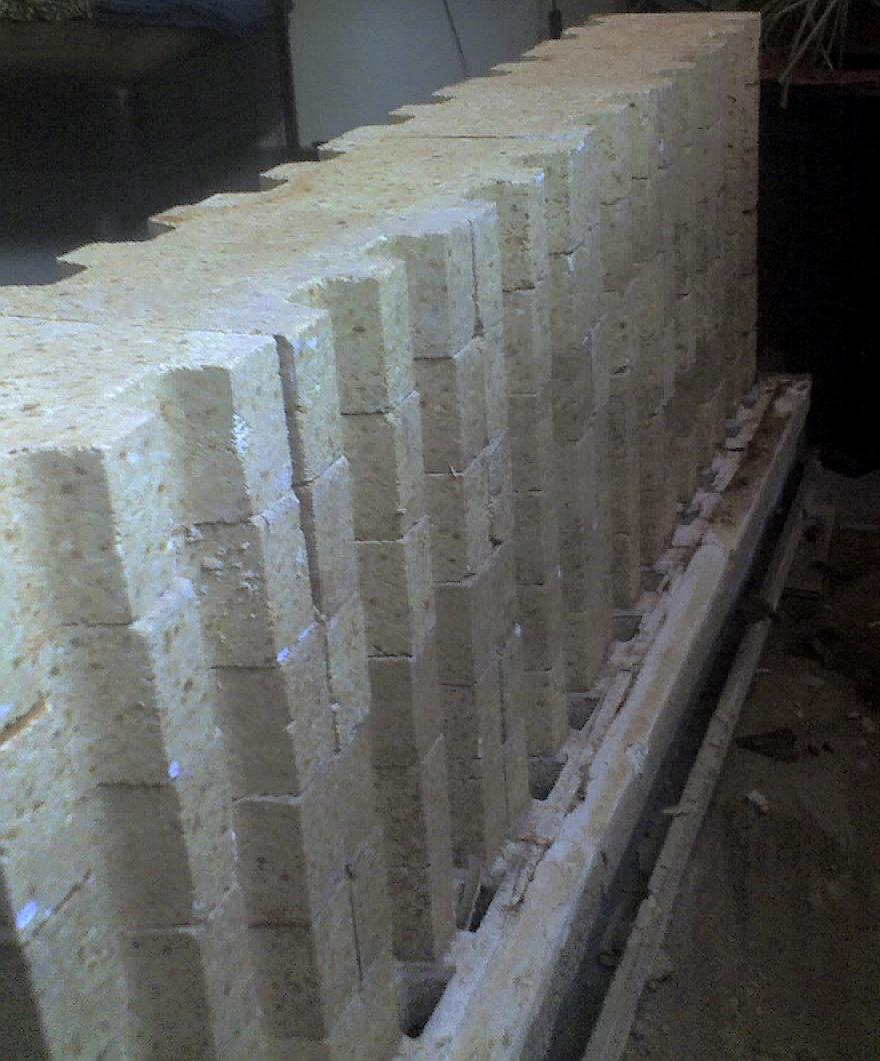
Chamotte

La chamotte, « argile réfractaire », « argile cuite » ou « tesson broyé », est une argile contenant une forte proportion d'alumine. Elle est produite à partir d'argiles réfractaires spécifiques cuites  à des températures comprises entre 1 400 °C et 1 600 °C. Elle est ensuite broyée et tamisée.
La terre chamottée est une terre lisse dans laquelle on ajoute de la chamotte.
Si l'on ne dispose pas de chamotte, l'argile peut être mélangée avec du sable de rivière.

## Composition chimique
La chamotte est principalement composée de silice (SiO2 : 44 %), d'alumine (Al2O3 : 48 %), d'oxyde de fer (Fe2O3 : 1 %) et d'oxyde de titane (TiO2 : 1 %). Cependant, cette composition peut varier, car toutes les argiles peuvent être calcinées puis broyées. Chaque argile ayant sa propre composition, chaque chamotte est unique.

## Utilisation de la chamotte
Pour la fabrication de briques réfractaires, la chamotte est mélangée à de l'argile broyée. En mouillant ce mélange on obtient une pâte plastique permettant le façonnage des briques. Ce mélange est ensuite séché et cuit, ce qui rend les briques résistantes à l'eau.
Pour le raku on utilise un grès chamotté plus solide car les pièces doivent résister à de forts écarts de température.

## Rôle de la chamotte dans la terre de modelage
La chamotte donne de la structure à la terre de modelage.
Les pièces montées « tiennent » mieux, sans s'affaisser durant leur confection, pour autant que le degré d'hygrométrie et la plasticité de l'argile ne soient pas trop importants.
La présence de la chamotte diminue le retrait au séchage et à la cuisson. Elle permet également, si sa granulométrie est importante, de pouvoir modifier la structure de la pièce en ajoutant des parties nouvelles alors que la pièce est pratiquement sèche.
La présence de la chamotte facilite le séchage et évite les déformations et les fentes, fréquentes après la cuisson, notamment pour les objets volumineux.